# Cocalus
Cocalus C. L. Koch, 1846 è un genere di ragni appartenente alla famiglia Salticidae.

## Distribuzione
Le quattro specie oggi note di questo genere sono state rinvenute in alcune località dell'Indonesia, della Nuova Guinea e del Queensland.

## Tassonomia
A dicembre 2010, si compone di quattro specie:
- Cocalus concolor C. L. Koch, 1846[2] — Indonesia, Nuova Guinea
- Cocalus gibbosus Wanless, 1981 — Queensland
- Cocalus limbatus Thorell, 1878 — Indonesia
- Cocalus murinus Simon, 1899 — Sumatra

### Specie trasferite
- Cocalus africanus Thorell, 1899; trasferita al genere Portia.
- Cocalus longipes Thorell, 1881; trasferita al genere Cocalodes.
- Cocalus macellus Thorell, 1878; trasferita al genere Cocalodes.
- Cocalus protervus Thorell, 1881; trasferita al genere Cocalodes.
- Cocalus salax Thorell, 1877; trasferita al genere Gelotia.